# Puta III z Czastolowic
Puta III (Młodszy) z Czastolowic (cz. Půta III. (mladší) z Častolovic)
(zm. w lecie 1435 w Bratysławie) – możnowładca czeski, starosta kłodzki.

## Pochodzenie
Syn Puty II i Anny, córki Jana II, księcia oświęcimskiego. Jeden z najaktywniejszych przeciwników husytów i najwierniejszych stronników króla czeskiego Zygmunta Luksemburskiego. Z jego woli w 1421 został starostą Kłodzka, a na początku 1422 jego panem zastawnym. Od 1426 uzyskał prawo bicia własnej monety, którą był srebrny halerz kłodzki. Posiadane środki pozwoliły mu na odzyskanie rodowej siedziby Putów zamku w Častolovicach.

## Udział Puty III w walkach z husytami
To głównie z jego inicjatywy 14 października 1424 w Paczkowie stany Kłodzka zawarły przymierze z książętami śląskimi, którego celem była walka z husytami. Na czele porozumienia stanął książę Jan ziębicki. Do pierwszej husyckiej wyprawy na ziemię kłodzką doszło pod koniec 1425, kiedy to oddziały sierotek, dowodzone przez hradeckiego księdza Ambrożego, zdobyły bez wysiłku miasto Radków. Wyprawa miała charakter ostrzegawczy, ponieważ husyci pozwolili mieszkańcom miasta, broniącym się w ufortyfikowanym domu wójta, na swobodne jego opuszczenie. Ofiarami wyprawy stali się dwaj katoliccy księża, których po schwytaniu spalono, a ich zwłoki wrzucono do kotła w miejskiej warzelni piwa. Był to jednoznaczny sygnał dla Kłodzka, które stając się ośrodkiem działań przeciwko husytom, musiało odtąd liczyć się z ich ostrą reakcją.
W 1427 Puta, osobiście odpowiedzialny za obronę miasta, przystąpił do energicznych działań, których celem było przygotowanie do oblężenia (usypanie nowych wałów, stawianie palisad, kopanie fos, werbunek żołnierzy oraz gromadzenie zapasów żywności). W ramach przygotowań obronnych zburzono klasztor franciszkanów na Piasku, usytuowany przed miejskimi fortyfikacjami. Zgodnie z przewidywaniami oddziały husyckie wkroczyły na ziemię kłodzką w 1428 r. (od Międzylesia, doliną Nysy Kłodzkiej w kierunku północnym oraz od Náchodu). Próby zdobycia, przygotowanego do obrony Kłodzka, zakończyły się niepowodzeniem.
Główne działania wojenne rozegrały się na Śląsku, na ziemi nyskiej, na obszarze włości biskupów wrocławskich. 18 marca 1428 doszło do krwawej bitwy pod Nysą, w której taboryci, pod wodzą Prokopa Wielkiego, starli się z wojskami biskupa wrocławskiego Konrada IV Starszego, od 1422 namiestnika Zygmunta Luksemburskiego na Śląsku. Kierowany przez Konrada atak został odparty przez husytów, a jego wojska rozbite. Sam biskup, ratując życie, salwował się ucieczką. Wprawdzie Nysa broniona przez mieszczan pod wodzą Puty oparła się atakom, jednak oblegający zrównali z ziemią zabudowania wszystkich przedmieść. W kilka dni później jedna część podzielonych sił husyckich w ciągu jednego tylko dnia zdobyła, złupiła i spaliła Paczków i Widnawę, druga opanowała Głuchołazy, paląc miasto i mordując jego mieszkańców.
Działania wojenne na ziemi kłodzkiej wzmogły się w grudniu tegoż roku, kiedy oddziały taborytów pod wodzą Jana Kralovca rozłożyły się warownym obozem między Starym Wielisławiem a Szalejowem, skąd szachowali załogę Kłodzka i łupili okoliczne miejscowości. Stacjonarny charakter wyprawy postanowił wykorzystać książę Jan ziębicki, głównodowodzący armią antyhusyckiego sojuszu. Wkraczając na ziemię kłodzką na czele wojsk śląskich zerwał wymuszone przez husytów krótkotrwałe zawieszenie broni i 27 grudnia 1428 stanął pod Wielisławiem. Mimo braku taborów zdecydował się na atak, który skończył się katastrofą. Pod siłą husyckiego ognia uderzenie załamało się, a atakujące wojska poszły w rozsypkę. Kontratak taborytów rozniósł pierzchające oddziały Jana, który sam został zabity w trakcie forsowania Bystrzycy Dusznickiej. Wraz z jego śmiercią wygasła linia Piastów ziębickich, a księstwo weszło w skład ziem koronnych królów czeskich.
Po zwycięstwie pod Starym Wielisławem wojska husyckie obeszły Kłodzko podejmując karną wyprawę na Śląsk, skąd mniej więcej 10 tygodni później obarczone bogatymi łupami, ponownie omijając Kłodzko, powróciły do Czech. W tym samym czasie pozostające na ziemi kłodzkiej oddziały husyckie zdobyły silnie obwarowaną Bystrzycę Kłodzką. Atakowi oparła się jedynie obronna siedziba wójta w sąsiedztwie bramy wodnej.

## Ostatnie lata
Po śmierci księcia Jana ziębickiego Puta III z woli króla Zygmunta został w 1429 panem lennym księstwa ziębickiego, a dwa lata później Kłodzka. W 1429 uczestniczył w rokowaniach z Prokopem Wielkim w Bratysławie. Od lata 1434 był głównym negocjatorem Zygmunta Luksemburskiego ze zwycięzcami spod Lipan. Zmarł nieoczekiwanie w Bratysławie, gdzie pod koniec kwietnia doprowadził na dwór Zygmunta Luksemburskiego posłów soboru bazylejskiego.

## Spadek po Pucie
Puta był ostatnim męskim przedstawicielem swojego rodu. Z małżeństwa z Anną z Koldic, córką Albrechta z Koldic, miał trzy córki: Annę, Katarzynę i Salomeę. 
Wraz z ogromnym majątkiem na spadkobierców Puty III przeszły jego ogromne długi, które powstały w wyniku finansowego zaangażowania w walkę z husytami. Ze względu na brak możliwości ich spłaty prawa do zastawnej własności Kłodzka zostały sprzedane w 1440 byłemu husyckiemu dowódcy, a następnie jednemu z najbogatszych przedstawicieli szlachty czeskiej Hynkowi Krušinie z Lichtenburka, który w tym samym roku poślubił wdowę po Pucie, Annę z Koldic. Mimo swego bogactwa Hynek nie był w stanie zaspokoić roszczeń wierzycieli. W 1454 jego syn Wilhelm Krušina został zmuszony do sprzedaży całego dziedzictwa po Pucie (posiadłości we wschodnich Czechach, praw zastawnych Kłodzka i księstwa ziębickiego) ówczesnemu zarządcy ziemskiemu królestwa czeskiego, późniejszemu królowi Jerzemu z Podiebradów.

## Postać Puty z Czastolowic w literaturze
Puta III z Czastolowic jest jednym z trzecioplanowych bohaterów tzw. Trylogii husyckiej autorstwa Andrzeja Sapkowskiego. W powieści przedstawiony jest, zwłaszcza w kontraście z innymi możnowładcami, jako postać raczej pozytywna, o niekwestionowanym bohaterstwie i talencie organizacyjnym.